# Patrícia Campos Mello
Patrícia Toledo de Campos Mello (São Paulo, 6 de abril de 1974) é uma jornalista, comentarista e escritora brasileira. Desde março de 2011, é repórter e colunista da Folha de S.Paulo.
Iniciou a carreira em agosto de 1993 como repórter no extinto Jornal da Tarde, no qual permaneceu até maio de 1997. Em seguida, foi contratada pela extinta Gazeta Mercantil, na qual saiu em dezembro de 1999, tendo sido correspondente na Alemanha entre agosto e dezembro de 1999. Logo em seguida, foi contratada pelo jornal Valor Econômico, no  qual trabalhou até agosto de 2000.
Em 1998, formou-se bacharel em Comunicação Social, com habilitação em Jornalismo pela Universidade de São Paulo. No biênio 1999-2001, fez Mestrado em “Business and Economic Reporting” pela New York University. Entre maio e setembro de 2001, trabalhou no The Wall Street Journal. Em setembro de 2001, estava em Nova Iorque e fez a cobertura dos ataques de 11 de setembro de 2001 contra o World Trade Center.
Entre 2006 e 2010, foi correspondente internacional do jornal O Estado de S. Paulo em Washington. Em março de 2011, foi contratada pela Folha de S.Paulo para integrar o elenco de colunistas fixos. Entre julho de 2017 e abril de 2019, foi comentarista de política internacional do BandNews TV.  Desde setembro de 2019 é comentarista do Jornal da Cultura. Foi também enviada especial em áreas de conflito e de refugiados como por exemplo Afeganistão, Iraque, Líbano, Líbia, Quênia, Síria, Serra Leoa e Turquia.

## Carreira

### Formação
Tem formação em Jornalismo pela USP e mestrado em Business and Economic Reporting pela Universidade de Nova York, com bolsa de estudos. É autora de Lua de Mel em Kobane, livro publicado pela Companhia das Letras e Índia – da miséria à potência pela Editorial Planeta. É senior fellow do Centro Brasileiro de Relações Internacionais (CEBRI).

### Cobertura internacional
De 2006 a 2010, foi correspondente em Washington pelo Estado de S. Paulo. Cobriu a crise econômica americana, a guerra do Afeganistão, as eleições de 2008, 2012, 2016. Na Casa Branca, entrevistou o presidente George W Bush. Também cobriu os atentados de 11 de setembro de 2001. Idealizou o premiado projeto "Mundo de Muros", especial multimídia sobre a crise das migrações feito em quatro continentes.
Esteve diversas vezes na Síria, Iraque, Turquia, Líbia, Líbano e Quênia fazendo reportagens sobre os refugiados e a guerra. É autora do livro “Lua de Mel em Kobane”, da Companhia das Letras, sobre um casal de sírios sobrevivendo do cerco do Estado Islâmico do Iraque e do Levante, que ela conheceu na Síria. Foi também a única repórter brasileira que, em 2014 e 2015, cobriu a epidemia de ebola em Serra Leoa.

### Eleições de 2018
A jornalista ganhou destaque no contexto da eleição presidencial no Brasil em 2018 ao assinar uma reportagem sobre supostos crimes eleitorais na campanha do candidato Jair Bolsonaro. Ela publicou que havia financiamentos ilegais à campanha de Bolsonaro em redes sociais realizados por empresários partidários. Por sua reportagem, foi alvo de perseguições e ataques de ódio. Foi citada na escolha de Pessoa do Ano da revista Time como jornalista vítima de perseguição. Posteriormente, em resposta a um questionamento do Tribunal Superior Eleitoral, comunicados das principais redes sociais alegaram que a campanha de Bolsonaro não comprou impulsionamento de conteúdo. No entanto, essas mesmas redes sociais se negaram a fornecer informações quanto ao financiamento de impulsionamento de conteúdo por parte de empresários e empresas ligadas a Bolsonaro, objeto da matéria realizada por Mello. Em junho, publicou mais duas reportagens sobre o uso de WhatsApp durante as eleições, desta vez, com agências de marketing estrangeiras. Em julho, nove meses após a abertura de investigações sobre o uso ilegal de disparos de WhatsApp na eleição de 2018, nem um único suspeito havia sido ouvido pela polícia.  Em setembro de 2019, quase um ano depois da campanha eleitoral, o WhatsApp admitiu pela primeira vez que a eleição brasileira de 2018 teve uso ilegal de envios maciços de mensagens, com sistemas automatizados contratados de empresas.

## Ataques sofridos

### Insulto de Jair Bolsonaro e filho
Em 18 de fevereiro de 2020, durante uma entrevista a um grupo de simpatizantes em frente ao Palácio da Alvorada, Jair Bolsonaro insinuou: "ela queria dar o furo a qualquer preço contra mim." O depoimento à CPMI ao qual o presidente se referia era de Hans River do Rio Nascimento, que trabalhou para a empresa Yacows, especializada em marketing digital, que disse que a jornalista queria informações para uma matéria em troca de sexo.
Diversos partidos e políticos e por entidades jornalísticas, que consideraram a fala um ataque à democracia, repudiaram a atitude do presidente. Para a Associação Nacional de Jornais (ANJ), a Associação Brasileira de Jornalismo Investigativo (Abraji) e o Observatório da Liberdade de Imprensa da Ordem dos Advogados do Brasil (OAB), a fala de Bolsonaro desrespeita a imprensa e o seu trabalho essencial na democracia. A Associação Brasileira de Imprensa (ABI) chamou a agressão de "covarde" e pediu à Procuradoria-Geral da República que denuncie a quebra de decoro de Bolsonaro. O Sindicato dos Jornalistas Profissionais de São Paulo afirma que a fala do presidente pode ser classificada como injúria e é passível de responsabilização criminal. A Federação Nacional dos Jornalistas (Fenaj), em nota assinada pela Comissão Nacional de Mulheres, diz que o episódio foi de "machismo, sexismo e misoginia". Em nota, a Folha de S.Paulo afirmou: "O presidente da República agride a repórter Patrícia Campos Mello e todo o jornalismo profissional com a sua atitude. Vilipendia também a dignidade, a honra e o decoro que a lei exige do exercício da Presidência".

#### Condenações
Em janeiro de 2021, o deputado federal Eduardo Bolsonaro, filho de Jair, foi condenado pela Justiça de São Paulo a indenizar Patricia em R$ 30 mil por danos morais. A ordem é consequência das publicações de informações falsas (fake news) feitas pelo deputado em maio de 2020 no canal “Terça Livre” que sugeria que Patricia teria se insinuado sexualmente em troca das informações que mais tarde levaram à investigação do uso ilegal de envios maciços de mensagens pelo WhatsApp. Segundo declaração do juiz Luiz Gustavo Esteves, da 11ª Vara Cível, as declarações de Eduardo 'transbordaram limites do direito do outro", ofendendo a honra e “colocando em dúvida, inclusive, a seriedade do seu trabalho jornalístico e de sua empregadora” .
Jair Bolsonaro foi condenado, em março de 2021, a indenizar a jornalista em vinte mil reais por atacá-la de maneira machista. Conforme a juíza responsável pelo caso, da 19ª Vara Civil de São Paulo, as declarações do político atingiram a honra de Campos Mello, uma vez que repercutiram no país e no exterior e deram ensejo para comentários ofensivos nas redes sociais.
No mês seguinte, Hans River foi condenado a indenizar a jornalista em cinquenta mil reais por danos morais por juiz da 42ª Vara Civil de São Paulo. Em sua decisão, o magistrado afirmou que Rivers atingiu a jornalista como ser humano e que "tais sofrimentos são evidentes e a demonstração de existência dos mesmos independe, realmente, de maiores comprovações, além das constantes nos autos".

## Prêmios
- Troféu Mulher Imprensa, 2016.[28]
- Prêmio Comitê Internacional da Cruz Vermelha (CICV), 2017.[29]
- Prêmio Internacional de Jornalismo Rei de Espanha, 2018.[30]
- Grande Prêmio Petrobras de Jornalismo, 2018.[31]
- Grande Prêmio Folha de Jornalismo, 2018.[32]
- Prêmio Internacional de Liberdade de Imprensa do Comitê de Proteção de Jornalistas - International Press Freedom Award - Committee to Protect Journalists (CPJ), 2019.[33]
- Prêmio Jornalístico Vladimir Herzog de Anistia e Direitos Humanos, 2019.[34]
- Prêmios Maria Moors Cabot, 2020.[35]
- Ordem Nacional do Mérito (França), 2021.[36]
- Ordem de Rio Branco - grau Oficial, 2023.[37]

## Obra
- O mundo tem medo da China? Nós também. O maior enigma da economia mundial, 2005. Editora Terceiro Nome: São Paulo.
- Índia - Da miséria à potência, 2008. Editora Planeta: São Paulo.[38]
- Lua de Mel em Kobane, 2017. Companhia das Letras: São Paulo.[39]
- Fronteiras: Territórios da literatura e da geopolítica, 2019. Editora Dublinense; 1ª edição: Curitiba.[40]
- A Máquina do Ódio: Notas de uma repórter sobre fake news e violência digital, 2020. Companhia das Letras: São Paulo.[41]